# Synagogenbezirk Meinerzhagen
Der Synagogenbezirk Meinerzhagen mit Sitz in Meinerzhagen, einer Stadt im Sauerland, wurde nach dem Preußischen Judengesetz von 1847 geschaffen.
Der Synagogenbezirk umfasste Mitte des 19. Jahrhunderts neben Meinerzhagen auch die Orte Altena, Lüdenscheid, Neuenrade und Plettenberg.